# Legnaro
Legnaro (velenceiül Łenjaro) település Olaszországban, Veneto régióban, Padova megyében. Lakosainak száma 9458 fő (2023. január 1.). Legnaro Brugine, Polverara, Ponte San Nicolò, Saonara, Padova és Sant’Angelo di Piove di Sacco községekkel határos.

## Népesség
A település lakossága az elmúlt években az alábbi módon változott:
| Lakosok száma | 8829 | 8948 | 9458 |
|               | 2017 | 2018 | 2023 |